# Candyland
Candyland è il decimo album in studio della band Theatres des Vampires, pubblicato nel 2016.

## Tracce
1. Morgana Effect - 3:42
2. Resurrection Mary - 4:15
3. Delusional Denial - 3:09 (feat. Billy T. Cooper)
4. Parasomnia - 4:09
5. Candyland - 4:03
6. Your Ragdoll - 3:21
7. Pierrot Lunaire - 3:16
8. Photographic - 3:35 (cover dei Depeche Mode)
9. Opium Shades - 3:28
10. Seventh Room - 3:25 (feat. Fernando Ribeiro)
11. Autumn Leaves - 3:35

## Formazione
- Sonya Scarlet − voce
- Gabriel Valerio − batteria
- Zimon Lijoi − basso
- Giorgio Ferrante − chitarre, cori
- Francesco Sosto - tastiere
- Luca Bellanova - tastiere